# Santuario di Nostra Signora del Soccorso
Il santuario di Nostra Signora del Soccorso è un luogo di culto cattolico situato nel comune di Pietra Ligure, in via Soccorso, in provincia di Savona. La chiesa, gestita dai frati minori Francescani, è sede della parrocchia omonima della zona pastorale di Pietra Ligure della diocesi di Albenga-Imperia.

## Storia e descrizione
Epoca romana
In questa zona, già in epoca romana, nel IIº secolo a.C. sorse un tempio dedicato a Diana, dea della caccia, dei boschi, della natura e protettrice delle donne. La strada di forte passaggio era importante in quanto conduceva alla Gallia ed era collegata con Roma tramite la Iulia Augusta.
Epoca cristiana
Probabilmente è la prima pieve battesimale della cittadina, come, per Loano lo è il Santuario dei Santi Cosma e Damiano, sull'altura, fronte porto.
Nel IIº secolo d.C. con l'intervento del vescovo di Milano, San Calimero, il tempio pagano fu convertito al culto cristiano. Nell'anno 390 d.C. venne dedicato allo Spirito Santo e all'Assunzione per intervento del vescovo genovese Diogene. 
Nel XIV secolo nelle paludi del Maremola esisteva una piccola cappella su cui era dipinta a fresco un'immagine della Vergine con il Bambino. 
Nel 1548 la comunità pietrese, a seguito di visioni e miracoli verificatisi nel luogo, decise la costruzione di fronte alla cappella di una nuova e più ampia chiesa. L'edificio è stato soggetto a molti rifacimenti nelle varie epoche storiche, mantenendo sempre la stessa localizzazione geografica. Nel 1550 i locali e le genti di mare confinanti venivano a pregare la Madre di Gesù, ottenendo anche,  dalle testimonianze, miracoli. Per questo venne dedicata alla "Signora del soccorso". È anche l'epoca nel quale si ingrandisce il Castrum Petræ posto sopra una roccia (distante circa 200 mt. in linea d'aria dal mare) dove già esisteva una fortificazione romana che ha poi dato il nome al paese.

## L'intervento dei Doria

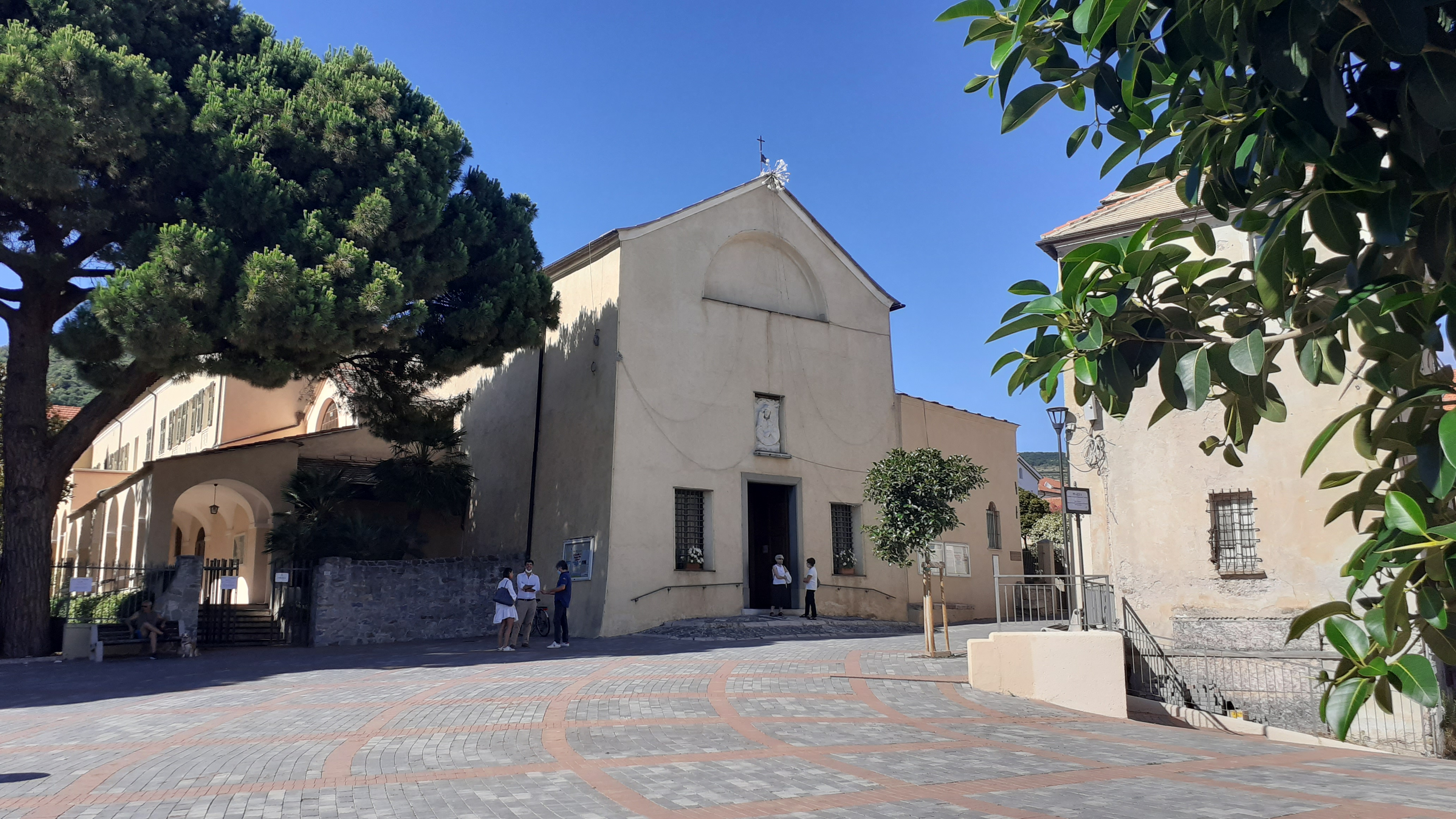
La facciata della chiesa vista da via Ghirardi verso l'angolo via del Soccorso. A lato della chiesa, a sinistra, dove inizia il porticato e oramai non più esistente, esisteva una loggia fatta costruire (era già nel progetto) che era riservata alla famiglia Doria per assistere alle funzioni.

Nel 1607 il notaio Richiardo di Loano a nome e per conto del principe Gianandrea Doria e della consorte Giovanna Colonna (1579-1620), a seguito di un voto, stipulò l'atto dell'acquisto di un terreno da donare ai frati (cifra: 200 ducatoni) dando l'incarico, con ulteriore remunerazione, ai costruttori fratelli Accame con il socio Barbena di costruire un convento. L'inaugurazione della prima pietra fu fatto il 4 ottobre 1606. In questo periodo giunsero anche artisti per preparare gli affreschi. È posizionata all'ingresso (spostata rispetto l'originale postazione e postuma rispetto il consorte Gianandrea che era già deceduto) la lapide marmorea con la scritta a ricordo dei Doria.

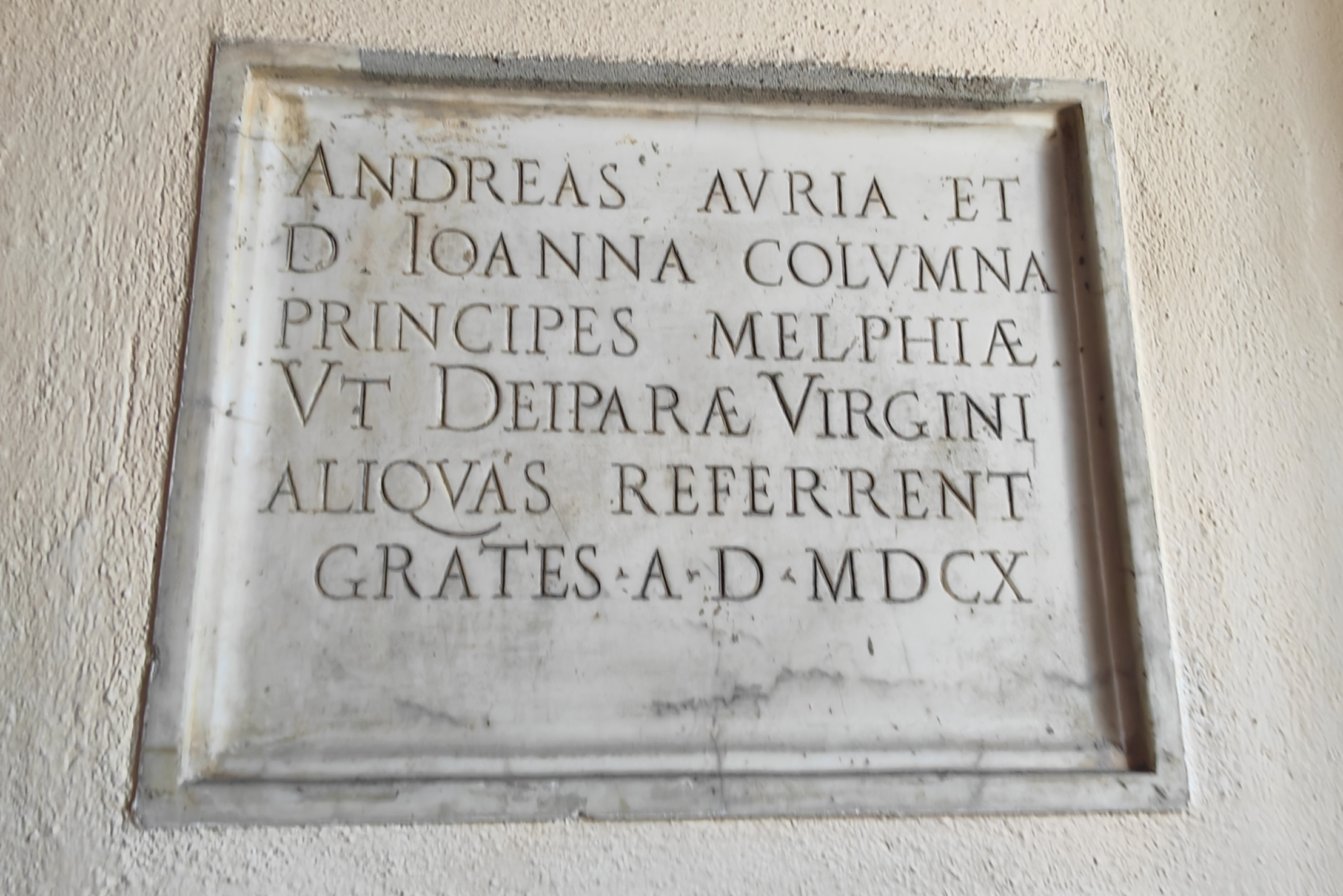
La lastra marmorea all'ingresso recita: "(Giovanni) Andrea Doria e Donna Giovanna Colonna, principi di Melfi per rendersi un poco grati alla Vergine Madre di Dio, anno del Signore 1610".

Nel 1608 con mirabile operazione venne staccato dalla cappella il muro su cui era l'affresco della Madonna e quindi trasferito sul frontone del nuovo altare maggiore in marmo.
La morte del Doria nel 1606 (Andrea Doria era suo pro-zio) porterà problemi in quanto gli eredi, i tre figli Giovanni Doria, Carlo I del Carretto e Andrea II Doria non furono in grado di garantire i necessari pagamenti (o non lo vollero) quindi i vari lavori si allungarono nei tempi in attesa dei finanziamenti.
La chiesa fu edificata nella forma giunta a noi, con la navata unica, in stile dorico, con l'abside dotato di altare marmoreo, come usano i francescani (a differenza dei cappuccini che hanno quelli lignei). 

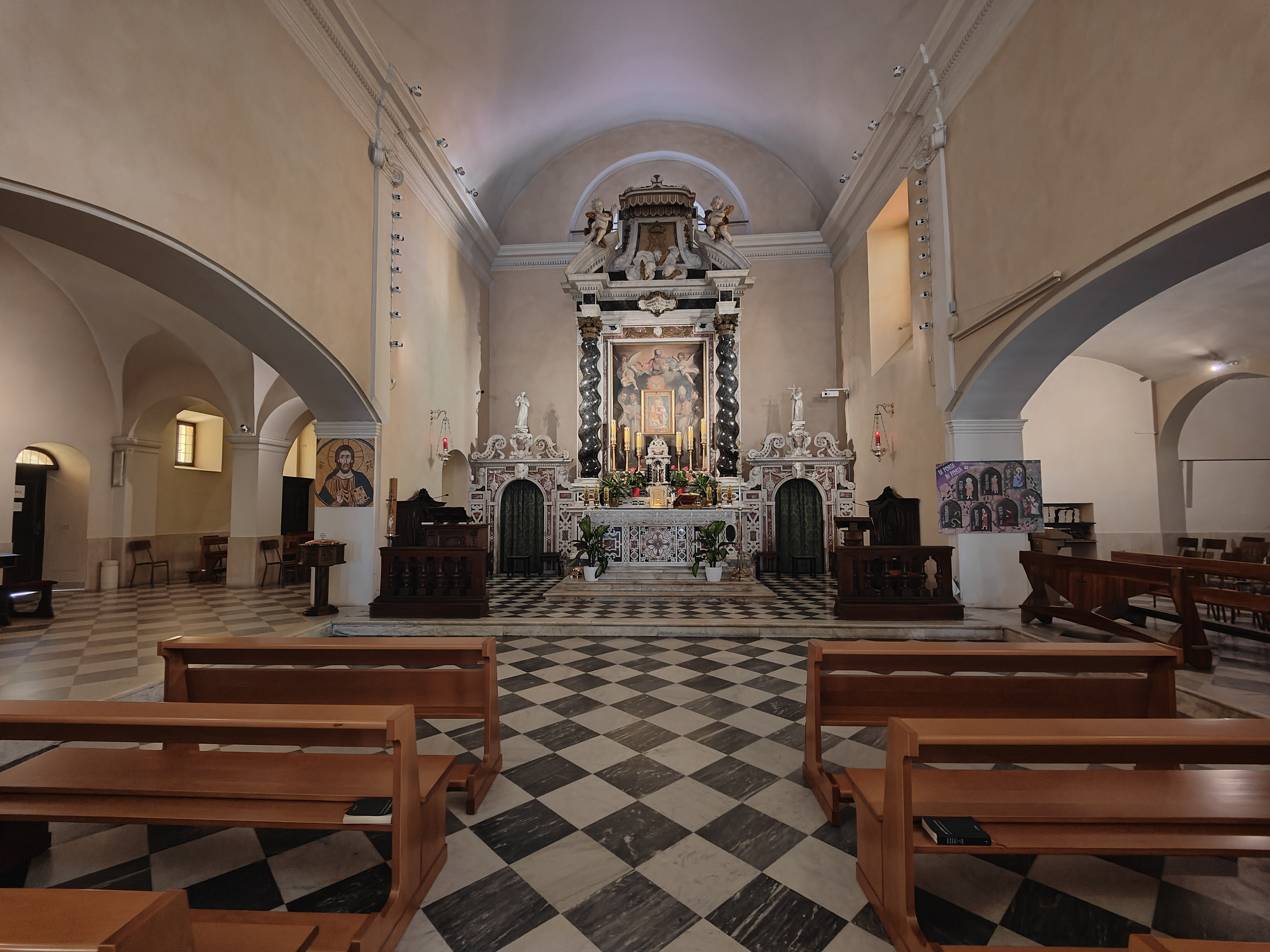
L'altare maggiore con le due nicchie laterali. A Sx vi e' il posto dell'organo con le tastiere.

L'altare del 1614, in particolare, fu sostituito con uno (sempre marmoreo) pronto dal 1668 che è quello attuale.
Nel 1797 fu edificato il campanile e la facciata subì vari rifacimenti.

## Nel XIX secolo
Il 1800 è un'epoca di espansione portata anche dalla cantieristica locale, allora straordinariamente attiva. Almeno una sessantina di navi furono dedicate alla Madonna su ben 500 costruite a Pietra Ligure sino al 1808.
Nel 1810 i frati furono costretti ad abbandonare il convento per via del periodo napoleonico e l'intera proprietà passò al locale municipio. È il periodo della sottrazione dei beni ecclesiastici. Nel 1818, dopo la morte del condottiero francese i francescani ripresero il loro convento che ritornerà, ancora, nella proprietà comunale nel 1866, a seguito della confisca savoiarda riguardante le proprietà clericali.
Nel 1889 prese forma il nuovo convento, quello attuale, posto a destra dell'ingresso della chiesa, un palazzo a tre piani.
Cappella di Lourdes

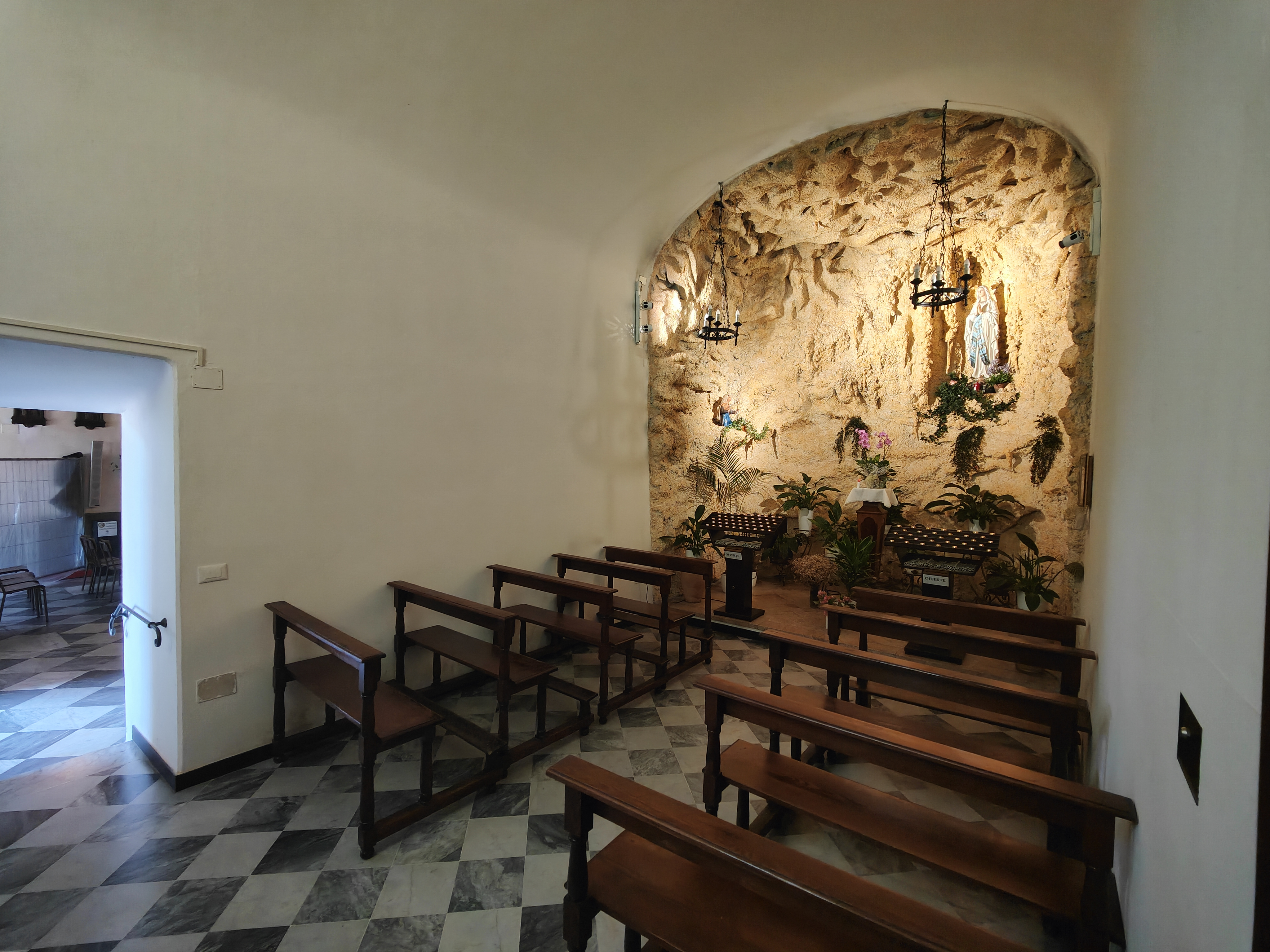
Cappella riproducente la grotta con la Madonna di Lourdes, interna al santuario, posta all'ingresso, lato Dx edificata nel 1908.

Nel 1908 viene costruita, ricavata dall'interno della chiesa, dopo l'ingresso a destra, in posizione rialzata, la cappella con la riproduzione della grotta di Lourdes. 
Vi è la targa marmorea dei benefattori Angelo Gaggero e Giuseppina Porro che hanno finanziato i lavori dopo avere ricevuto una grazia.

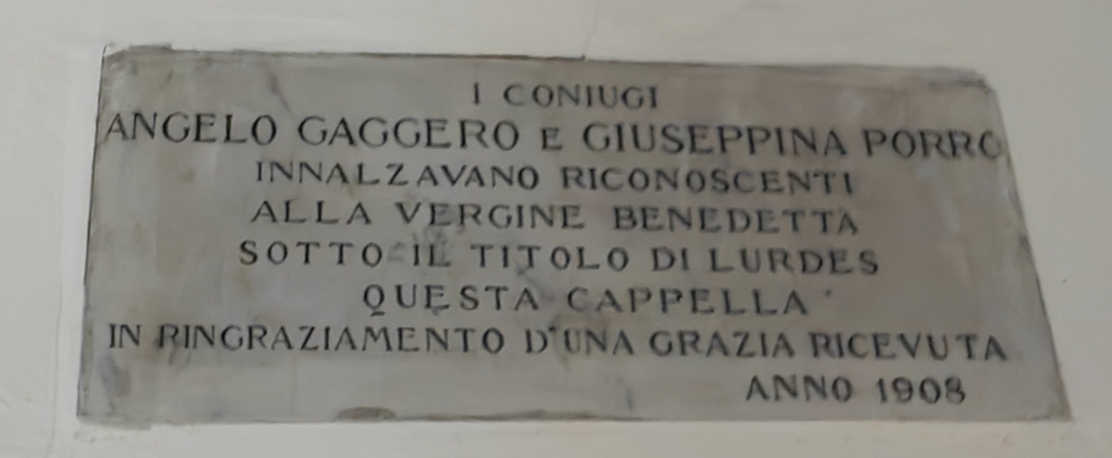
Targa marmorea dei benefattori per la costruzione della cappella di Lourdes, anno 1908.

## Epoca moderna
Residenza protetta comunale

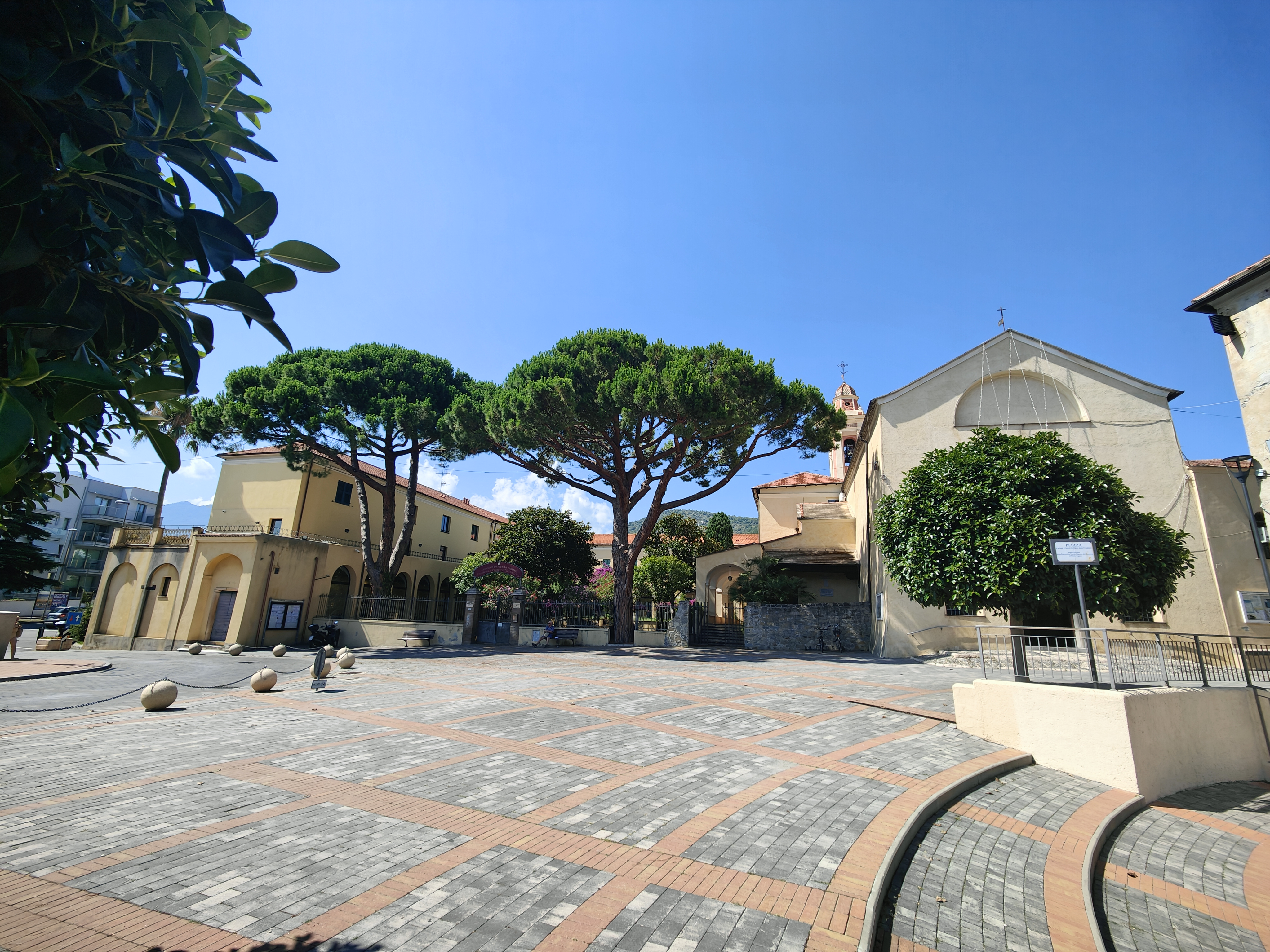
Pietra Ligure, SV, vista della piazza Padre Cristoforo Boccardo, inaugurata nel dicembre del 2017. A sinistra la struttura della casa di ricovero Santo Spirito che è totalmente indipendente dal convento con il quale, seppure vicina, non ha nessun riferimento essendo comunale.

Nel 1963 l'ala sinistra del convento (se si è davanti la facciata della chiesa), ritenuta troppo grande e onerosa per la manutenzione fu ceduta divenendo la "Casa protetta di Santo Spirito". Gestita dal comune con la collaborazione  della Asl2 è attrezzata per anziani sia autosufficienti che non.
Nel 1969, il giorno otto dicembre, il "Santuario Nostra Signora del Soccorso" venne chiamato "Purificazione di Maria" per poi ritornare, il giorno  8 ottobre 1995 al nome attuale, più consono alla reale storia locale e al ruolo di Maria come ausiliatrice dei marinai, della gente di mare compresi i pescatori e i costruttori di imbarcazioni.

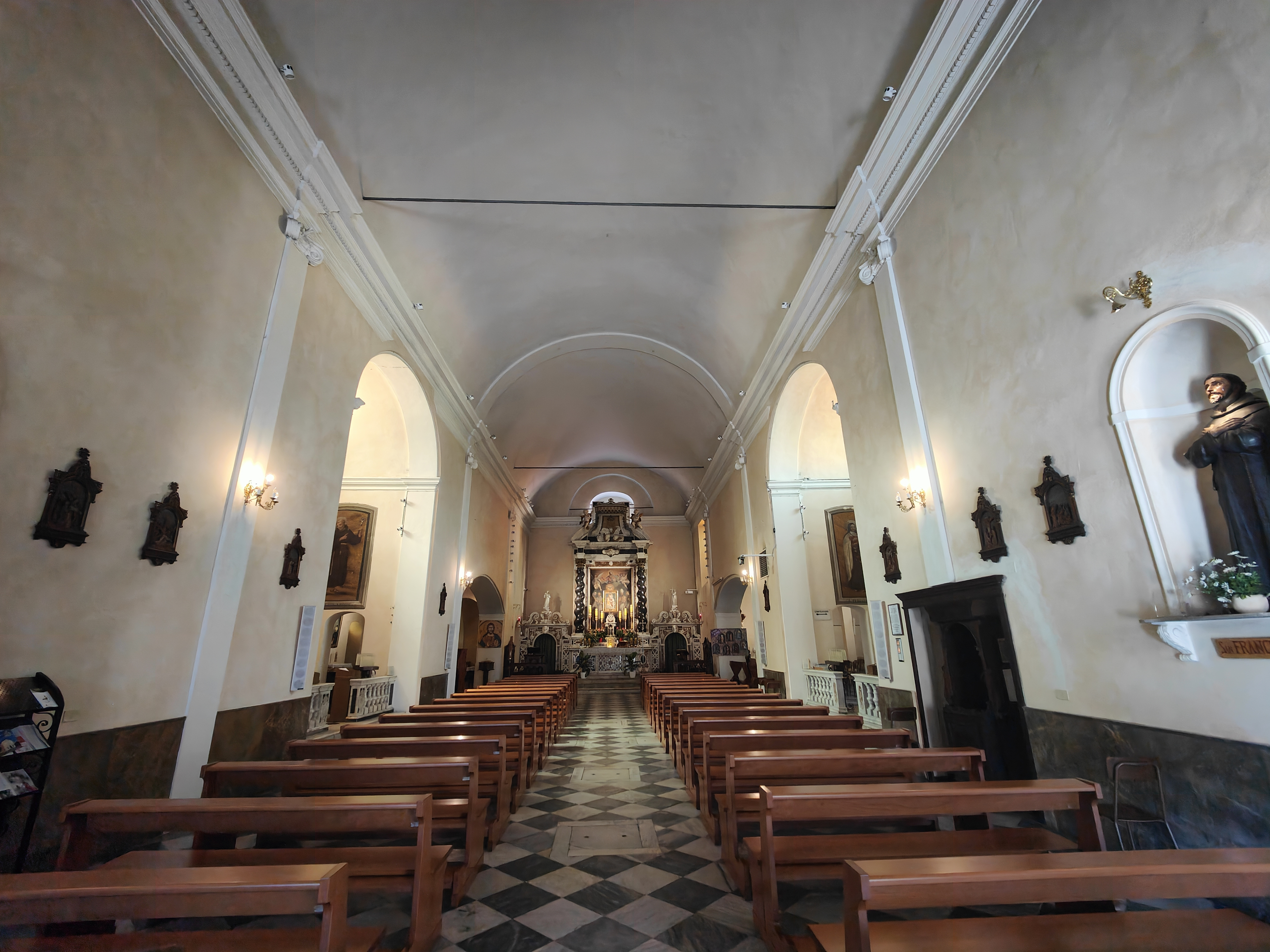
Interno del Santuario N.S. del Soccorso, a navata unica, stile dorico, con due nicchie laterali dall'altare e cappella Lourdes all'ingresso, lato Dx

La piazza davanti la chiesa è stata dedicata a padre Cristoforo Boccardo che è stato nominato primo parroco quando la chiesa ha assunto quel titolo per il circondario.
Tutto il complesso è stato restaurato e riportato al semplice stile originario. Il campanile, barocco, ospita un concerto di 7 campane in Do maggiore.

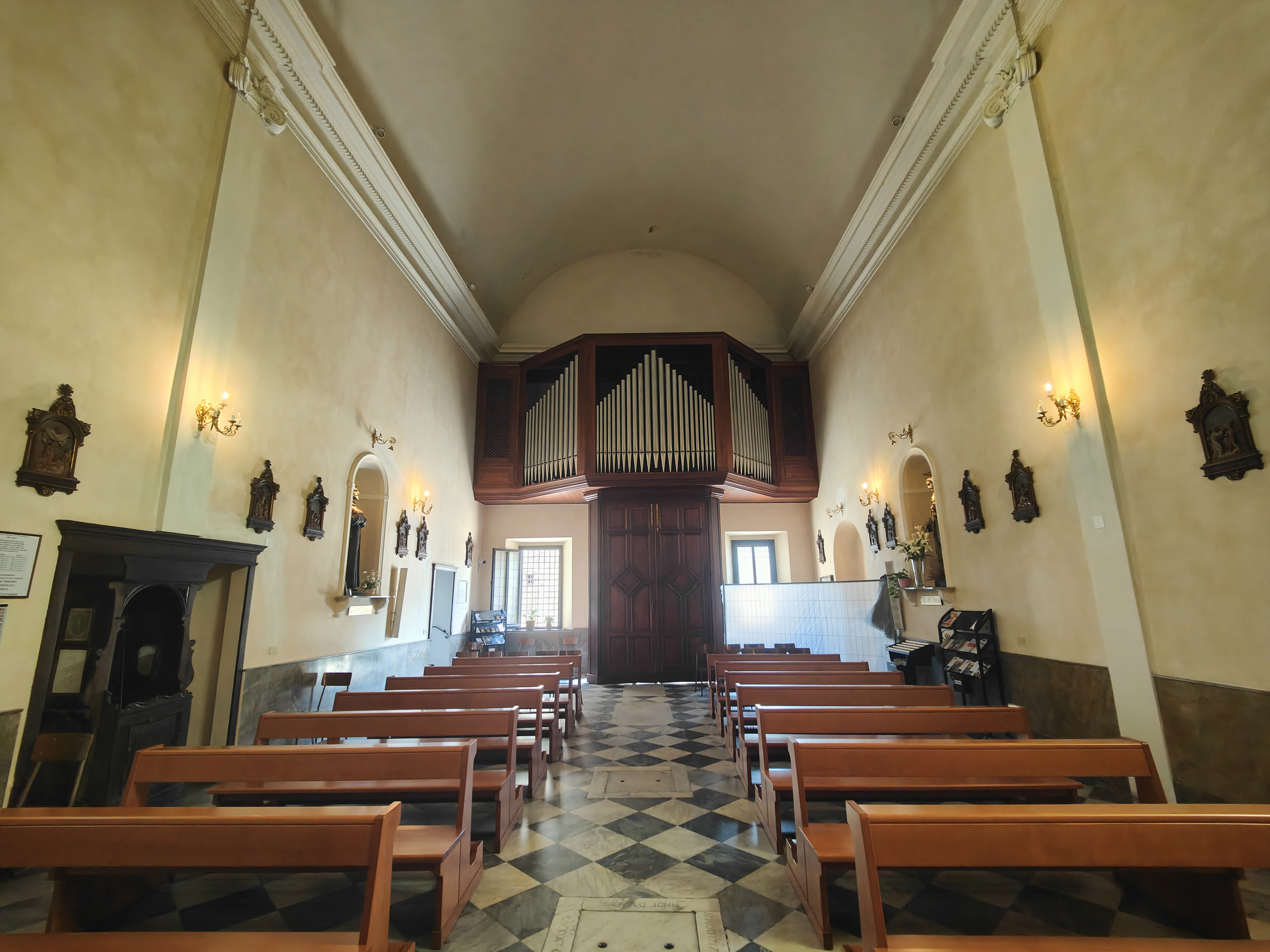
La chiesa vista dall'altare maggiore: in fondo, sopra l'ingresso, le canne dell'organo, mentre a Sx si accede dopo una breve scalinata alla cappella di Lourdes posta su un piano rialzato rispetto alla pavimentazione della chiesa